# Artefakt
Artefakt (iz latinskog ars "obrada" l facere "napraviti") u arheologiji je naziv za predmete koje su stvorili ljudi. Općenito se radi o predmetima od drva, kosti ili kamena i sličnih materijala tijekom arheoloških istraživanja.
Primjeri za artefakte su primjerice između ostalog vrhovi strelica, krhotine keramike, keramika, nakit, umjetnički predmeti ili oružje. 
Proučavanje tih predmeta važno je za arheologiju, jer proučavanje artefakta daje informacije o kulturama iz prošlosti i o njihovim načinima života.